# Araneus geminatus
Araneus geminatus är en spindelart som först beskrevs av Tord Tamerlan Teodor Thorell 1881.  Araneus geminatus ingår i släktet Araneus och familjen hjulspindlar. Inga underarter finns listade i Catalogue of Life.